# Edward George
Edward Alan John George, Barón George GBE ordenador personal DL (16 de septiembre de 1938 - 18 de abril de 2009),  conocido como Eddie George, o a veces como "Steady Eddie", fue Gobernador del Banco de Inglaterra de 1993 a 2003  y formó parte de la junta directiva de NM Rothschild y Hijos.

## Biografía
George nació y creció en Carshalton, hijo de Alan, un empleado de la oficina de correos, y su esposa Olive. Asistió al independiente Dulwich College con una beca. Habiendo aprendido a hablar ruso en Dulwich, realizó su Servicio Nacional en la Escuela de Servicios Conjuntos para Lingüistas . Asistió y se graduó en Emmanuel College, Cambridge .
George se incorporó al Banco de Inglaterra en 1962. Aparte de las adscripciones a la Universidad Estatal de Moscú, el Banco de Pagos Internacionales y el Fondo Monetario Internacional, permaneció allí durante toda su carrera.
Después de tres años como vicegobernador,  fue nombrado gobernador del Banco de Inglaterra para suceder a Robin Leigh-Pemberton, quien se jubiló al finalizar su segundo mandato de cinco años el 30 de junio de 1993. Durante la primera parte del gobierno de George, su exitosa relación con el entonces Ministro de Hacienda Kenneth Clarke les valió el apodo de "el show de Ken y Eddie".  Cuando el Partido Laborista llegó al poder en las elecciones generales de 1997, Gordon Brown, el ministro de Hacienda entrante, le dio al Banco independencia para fijar las tasas de interés en el Reino Unido.  Mervyn King sucedió a George como gobernador del Banco de Inglaterra en julio de 2003.
George generó controversia en 1998 cuando se informó ampliamente que había hecho una declaración a los ejecutivos de un periódico de Londres dando a entender que el desempleo en el norte de Inglaterra era un precio que valía la pena pagar para preservar la riqueza en el sur del país. Posteriormente afirmó que sus comentarios habían sido malinterpretados. 

## Honores
George fue nombrado Caballero de la Gran Cruz de la Orden del Imperio Británico en los Honores del Cumpleaños del año 2000. Fue nombrado compañero vitalicio en junio de 2004 como Barón George, de St Tudy en el condado de Cornwall . Se le concedió un D.Sc. honorario. por la Universidad de Buckingham el 4 de marzo de 2000 y nombrado teniente adjunto de Cornwall en marzo de 2006.